# Sperandio (nome)
Sperandio  è un nome proprio di persona italiano maschile.

## Varianti
- Maschili: Sperandeo[1], Sperindio[1], Sperando[1]
  - Alterati: Sperandino[1]
- Femminili: Sperandia[1]
  - Alterati: Sperandina[1]

## Origine e diffusione
Nome tipicamente cristiano di formazione medievale, si basa sulla frase "spera in Dio" ed era dato sovente ai bambini trovatelli.
Il nome è attestato in tutta Italia, con le varie forme proprie di diverse regioni ("Sperindio" è emiliano-romagnola, "Sperandio" lombarda e il suo femminile tipico delle Marche e di Roma). Nelle Marche, in particolare, è sostenuto dal culto verso santa Sperandia e il beato Sperandio da Gubbio.

## Onomastico
L'onomastico può essere festeggiato l'11 settembre in memoria di santa Sperandia o Sperandea, una beghina, parente di sant'Ubaldo Baldassini, vissuta nel monastero benedettino di Cingoli.

## Persone
- Sperandio, medaglista italiano
- Sperandio, vescovo di Vicenza

### Variante Sperindio
- Sperindio Cagnola, pittore italiano